# ژان یکم (امپراتور بیزانس)
ژان یکم یا یوانس یکم با عنوان کامل ژان یکم تزیمیسکس (به یونانی: Ιωάννης Α΄ Τζιμισκής) (به انگلیسی: John I Tzimiskes) (زادهٔ ۹۲۵ – درگذشتهٔ ۱۰ ژانویه ۹۷۶) امپراتور بیزانس از ۹۶۹ تا هنگام مرگش در ۹۷۶ بود. او در دوران حکومتش توانست نفوذ امپراتوری بیزانس را تا بالکان و سوریه گسترش داده و آرامش داخلی کشور را نیز حفظ نماید. در سایهٔ چنین اقداماتی بود که امپراتوری بیزانس از ثبات و اعتبار بالایی برخوردار گردید و به جانشینان پس از او منتقل شد.

## زندگینامه
ژان نجیب‌زاده‌ای از یک خانوادهٔ اشرافی ارمنی بود که از طرف مادرش با ژنرال و بعدتر امپراتور نیکه‌فوروس دوم فوکاس نسبت پیدا می‌کرد. او در دوران فرماندهی نیکه‌فوروس به ارتش امپراتوری پیوست و در کنار او با اعراب مسلمان در کیلیکیه و سوریه جنگید. او سپس نیکه‌فوروس را در رسیدن به تاج و تخت امپراتوری بیزانس یاری نمود و به پاداش این کارش، مقام فرماندهی کل قوای بیزانس در مناطق شرقی به او اعطا شد.
با این حال جاه‌طلبی‌های ژان برای رسیدن خودش به امپراتوری سبب شد تا با همدستی معشوقه‌اش تئوفانو، بیوهٔ رومانوس دوم و سپس همسر نیکه‌فوروس دوم علیه امپراتور شروع به توطئه نماید. سرانجام نیکه‌فوروس دوم در ۹۶۹ به قتل رسید با این حال پولیوکتوس، اسقف‌اعظم قسطنطنیه ژان را مجبور به توبه نمود و او نیز که در صدد به‌دست آوردن تاج و تخت امپراتوری بود با گناهکار شمردن تئوفانو او را به صومعه‌ای تبعید و قاتلان امپراتور را نیز مجازات نمود. او سپس با عنوان ژان یکم در همان سال بر تخت امپراتوری بیزانس نشست.
ژان در دوران حکومتش با ترکیب مهارت‌های دیپلماتیک با قدرت نظامی توانست امپراتوری بیزانس را تقویت نماید. او در ۹۷۰ با تئودورا، دختر کنستانتین هفتم ازدواج کرد تا چالش‌های داخلی حکومتش را بدین وسیله حنثی نماید. در ۹۷۱ بلغارها به بیزانس حمله کردند اما ژان یکم در مقابل، نیروهایش را به سمت پایتخت آنان هدایت نمود و با اسیر کردن تزار بلغار آن‌ها را مجبور ساخت تا بیزانس را به‌عنوان اختیاردار کشورشان به رسمیت بشناسند. او سپس در ژوئیهٔ همان سال شاهزادهٔ روس سویاتوسلاو را نیز شکست داد و به تهدیدات روس‌های کیفی در شمال امپراتوری بیزانس پایان بخشید. ژان همچنین برای حفظ موقعیت بیزانس در مناطق غربی نیز ترتیبب ازدواج یکی از بستگانش را با اتوی دوم، امپراتور امپراتوری مقدس روم فراهم ساخت. او سپس توجهش را متوجه نواحی شرقی نمود و در فاصلهٔ ۹۷۴ تا ۹۷۵ توانست با کاستن از قدرت و نفوذ خلفای فاطمی در اطراف انتاکیه، بار دیگر انتاکیه، دمشق و دیگر شهرهای سوریه را به خاک امپراتوری بازگرداند.
ژان سپس در صدد بازپسگیری اورشلیم برآمد اما پیش از آنکه بتواند به هدفش برسد در ۱۰ ژانویه ۹۷۶ درگذشت و پس از او باسیل دوم بر تخت امپراتوری بیزانس نشست.